# Telefe Rosario
El Canal 5 Rosario, més conegut com a Telefe Rosario, és un canal de televisió oberta argentí afiliat a Telefe que transmet des de la ciutat de Rosario. El canal s'arriba a veure en el Gran Rosario i zones limítrofes. És operat per Viacom a través del Grup Telefe.

## Història

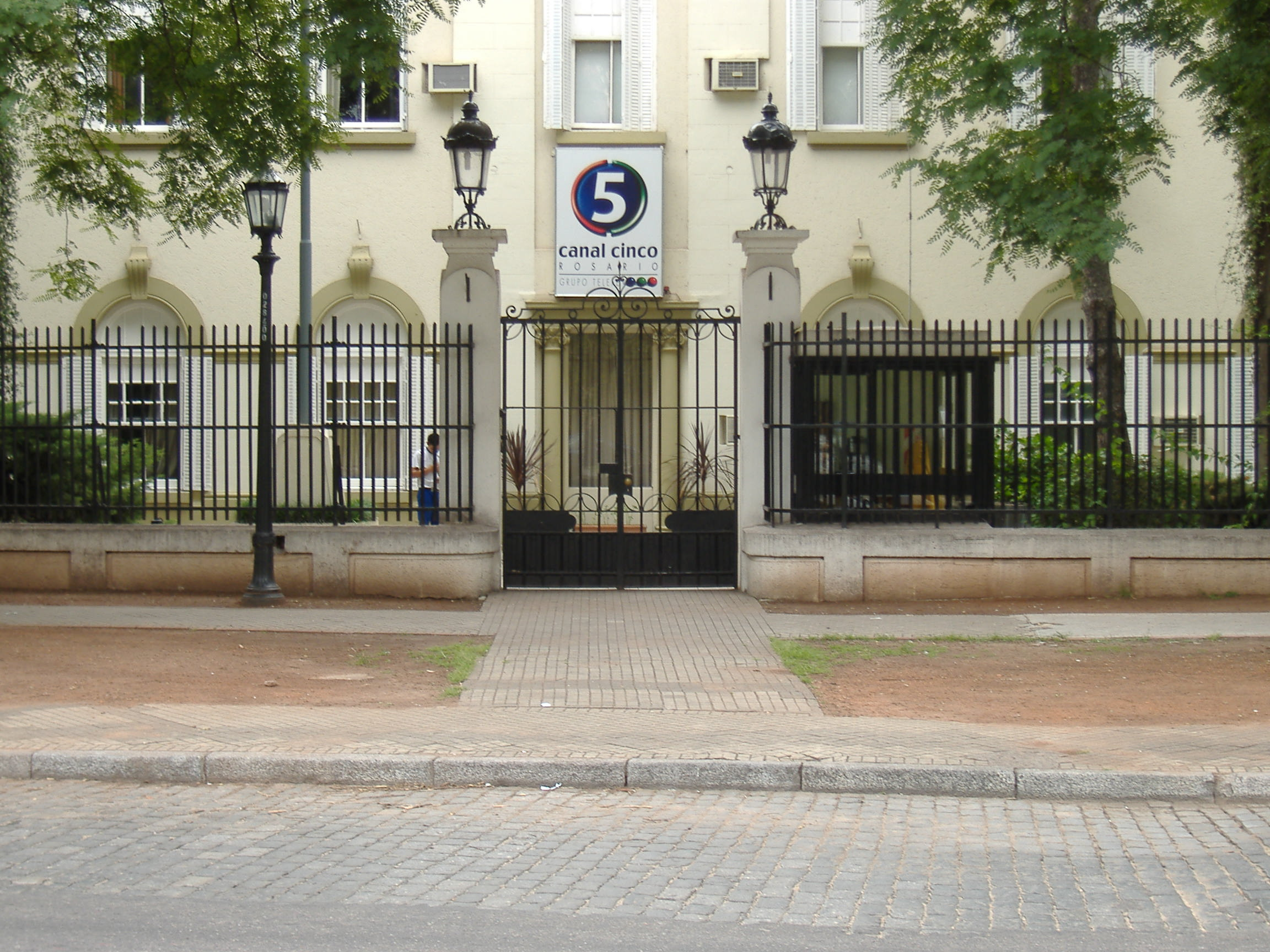
Entrada als estudis per Av. Belgrano.

LT 84 TV Canal 5 de Rosario va començar les seves transmisdions el 18 de novembre de 1964 des de l'Estación Fluvial de Rosario.
En 1980, Canal 5 va començar a emitre programes en color.
El 21 de setembre de 1989, el president Carlos Menem va disposar per decret la privatització dels Canals 11 i 13 de la ciutat de Buenos Aires. Una de les empreses que va participar en aquestes licitacions era la societat Televisión Federal S.A. (Telefe), que va tenir en aquests moments com un dels seus principals accionistes a Televisoras Provinciales S.A. (de la que Rader S.A. de Radiodifusión, la llicenciatària de Canal 5, n'era accionista).
La licitació de Canal 11 fou guanyada per l'empresa Arte Radiotelevisivo Argentino (Artear), propietat del Grupo Clarín. Tanmateix, pel fet que també havia obtingut la llicència de Canal 13, havia d'optar per un d'ells i va decidir quedar-se amb aquest últim i per tant, l'11 va acabar en mans de Televisión Federal. La llicència es va fer efectiva el 15 de gener de 1990.
L'abril de 1998, es va fer saber que Televisoras Provinciales va vendre la seva participació a Televisión Federal a Atlántida Comunicaciones i que 7 de les 10 empreses que el conformaven (entre elles Rader) acceptaren l'oferta presentada per AtCo per quedar-se amb llurs respectives llicències. (completant-se la transacció d'aquesta última al setembre d'aquest any, i passant tots els canals adquirits, entre ells el 5, a formar part del Grupo Telefe). va ser absorbida en 1998 per Compañía de Televisión del Atlántico S.A. (absorbida en 2004 per Televisión Federal). La transferència de les llicencia de l'11 a Telefe va ser aprovada el 30 de març de 2017, gairebé 19 anys després.
Al febrer de 1999, mitjançant la Resolució 3458, la Secretaria de Comunicacions va autoritzar Canal 5 a realitzar proves en la Televisió Digital Terrestre sota la normativa ATSC (normativa que va ser disposada mitjançant la Resolució 2357 de 1998). Para ello se le asignó el Canal 10 en la banda de VHF.
En 1999, el Grupo Telefónica va adquirir Telefe i 7 canals de l'interior (entre ells, Canal 5). El maig de 2000, Telefónica va assumir les operacions dels 8 canals.
En 2007, una tempesta va provocar la destrucció de l'antena del canal (així com la del Canal 3), deixant als rosarinos sense televisió oberta. L'endemà, el canal tornava a les ones però transmetent amb un «senyal pobre», mentre que als 20 dies estava operant amb el 50% de la potència autoritzada.
En 2009, els canals 3 i 5 van inaugurar una nova antena, permetent als dos canals millorar l'àrea de transmissió abans de la tempesta. Des de 2010 la TV Pública utilitza l'antena transmissora pel repetidor que té el canal a la ciutat.
El 30 d'agost de 2011 l'Autoridad Federal de Servicios de Comunicación Audiovisual, mitjançant la Resolució 1032, va autoritzar el Canal 5 a realitzar proves en la Televisió Digital Terrestre. Per a això se li va assignar el Canal 38 en la banda d'UHF. Pel novembre de 2012, el senyal de Canal 5 era disponible en la TDA.

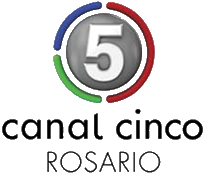
Logo utilitzat per Canal 5 entre 2011 i 2018.

El 6 de desembre de 2012, Telefe va presentar el seu pla d'adequació voluntària a l'Autoridad Federal de Servicios de Comunicación Audiovisual amb la finalitat d'adequar-se a la Llei de Serveis de Comunicació Audiovisual, on va proposar posar a la venda els canals 7 de Neuquén i 9 de Bahía Blanca. El pla va ser aprovat el 16 de desembre (dos anys després), i Telefónica va aconseguir retenir 7 dels 9 canals que pertanyen al Grupo Telefe (entre ells, el Canal 5). No obstant això el 29 de desembre de 2015, mitjançant el Decret 267/2015 (publicat el 4 de gener de 2016), es van fer canvis a diversos articles de la llei (entre ells l'Article 45, que indicava que el llicenciatari no podria cobrir amb els seus mitjans de comunicació oberts més del 35% de la població del país); arran de l'eliminació del percentatge límit de cobertura nacional, Telefe ja no tindria obligació de vendre els dos canals, i podria mantenir als 8 canals de l'interior en el seu poder. El 2 de febrer de 2016, l'Ente Nacional de Comunicaciones (successora de l'AFSCA) va decidir arxivar tots els plans d'adequació (inclòs el de Telefe); com a conseqüència d'això, Telefe ja no té obligació de vendre cap dels seus canals de televisió.
El 28 de juliol de 2014, Canal 5 va començar a transmetre tota la seva programació (inclosa la de Telefe) en HD. D'aquesta manera, Canal 5 es va convertir en el primer canal del Grupo Telefe a l'interior a transmetre en Alta definició.
El 31 de març de 2015, l'Autoridad Federal de Servicios de Comunicación Audiovisual, mitjançant la Resolució 236, li va assignar a Canal 5 el Canal 33.1 per a emetre de forma regular (en format HD) en la Televisió Digital Terrestre.
El 3 de novembre de 2016, es va anunciar que el grup estatunidenc Viacom havia arribat a un acord per a comprar Telefe i els seus canals (incloent el 5) per 345 milions $US. La compra es va concretar el 15 de novembre. L'ENACOM va aprovar la transferència de Telefe i les seves llicències a Viacom el 30 de març de 2017.
El 14 de novembre de 2018, es va donar a conèixer que el 21 de novembre d'aquest any, arran d'un canvi estratègic de cara a l'apagada analògica, els canals del Grupo Telefe a l'interior (inclòs el 5) anaven a reemplaçar la seva identificació comercial basada en la freqüència analògica de la llicència per la de Telefe. Com a conseqüència d'aquest canvi, Canal 5 va adoptar el nom de Telefe Rosario.

## Programació
Actualment, part de la programació del canal consisteix a retransmetre els continguts del Canal 11 de Buenos Aires (capçalera de la cadena Telefe).
El senyal posseeix també programació local, entre els quals es destaquen Telefe Noticias (que és el servei informatiu del canal), Aislados (cicle d'entrevistes, va ser el primer programa de l'interior que va tenir Telefe Internacional), El Show de AJ (programa d'entreteniment), Rosario Directo (noticiari del matí) i Sabores de Campo (programa de cuina que també s'emet per Telefe Internacional).

## Telefe Noticias
És la versió local del noticiari porteny del mateix nom per al Gran Rosario. Actualment, posseeix dues edicions que s'emeten de dilluns a divendres: a les 11.45 (conduït per Leo Farhat i Sonia Marchesi) i a les 20.00 (conduït per Martin Pigazzi i Flavia Padín).

## Repetidors
Canal 5 compta amb 3 repetidores en el sud de la província de Santa Fe i 1 en el nord de la província de Buenos Aires; tanmateix, aquestes actualment es troben fora de servei.